# 平岩親長
平岩 親長（ひらいわ ちかなが）は、戦国時代から江戸時代初期にかけての武将。徳川家康の重臣平岩親吉の叔父。

## 経歴
実名および経歴は系譜によって異なるが、通称が助右衛門で、平岩親吉の叔父であることは諸系譜において共通している。
平岩親吉の弟正広の子孫である旗本平岩家の提出した家譜をもとにした『寛政重修諸家譜』によれば、助右衛門の実名は親長で、徳川家康が織田信秀に人質とされたときに付き従ったとのみ記載されている。
平岩康長ら親吉の他の弟妹の子孫である尾張徳川家家臣諸家の家譜をもとにした尾張藩編纂の『士林泝洄』では、実名は伝わらない。この系譜では、助右衛門は三河国吉良に居住していて兄である親重と異なり徳川氏（松平氏）には出仕しておらず、家康が直臣として召し出そうとしたのを固辞していて、のちに親重の長男である親吉に仕えて600石を領したと記されている。
明治時代に編纂された紀州藩の歴史書『南紀徳川史』に引用された子孫の系譜では、実名は親次とされている。親次は尾張国平岩の住人平岩七郎右衛門尉（『寛政重修諸家譜』『士林泝洄』では三河国坂崎の住人平岩五郎右衛門重益）の次男で、徳川家康に1000石で仕え、天正18年（1590年）に親吉が厩橋城主になったときに親吉に附属され、慶長12年（1607年）に親吉が尾張藩主徳川義直の御附家老として清洲城に入城した後に同地で病死したという。

## 子孫
長男の助右衛門（実名は『南紀徳川史』では近吉）は天正19年（1591年）に家康の直臣として召し出され、300石（のち600石）を与えられて大番に番入りして大番頭水野重央組に属したが、慶長12年（1607年）、水野重央が常陸国水戸藩主徳川頼宣の御附家老となった際にともに頼宣に附属された組下の大番士12人のうちに選ばれた。慶長14年（1609年）に頼宣が駿府藩に移されると浜松城主になった重央に付けられて浜松に、元和5年に頼宣が紀州藩に移されると新宮城主になった重央に付けられて新宮に移り、子孫は600石を知行する新宮与力として幕末まで続いた。
次男の勝助は父の所領を相続して親吉に仕え、親吉の死後は義直の直臣になった。兄助右衛門の次男権左衛門を養子に迎え、尾張藩御附家老成瀬氏に同心として付けられたが、延宝年間（17世紀後半）に無嗣断絶した。